# Georges Detreille
Georges Henri Détreille (9 de setembro de 1893 — 13 de maio de 1957) foi um ciclista francês que competiu na prova de estrada nos Jogos Olímpicos de Verão de 1920. Terminou em sexto individualmente, e conquistou a medalha de ouro no contrarrelógio por equipes, junto com Achille Souchard, Fernand Canteloube e Marcel Gobillot. Em 1921, Detreille se tornou profissional e competiu no Tour de France 1926.